# Ai-Da
Ai-Da este primul robot umanoid artist ultra-realist din lume. Finalizat în 2019, Ai-Da este un robot cu inteligență artificială care realizează desene, picturi și sculpturi. Este numită după Ada Lovelace. Robotul a câștigat atenția internațională atunci când a reușit să deseneze oameni din vedere cu un creion folosind mâna bionică și camerele sale din ochi.

## Dezvoltare
Ai-Da a fost inventat de proprietarul unei galerii de artă, Aidan Meller, în colaborare cu Engineered Arts, o companie de robotică din Cornish. Inteligența ei în desen a fost dezvoltată de cercetătorii în inteligența artificială computerizată de la Universitatea din Oxford, iar brațul ei de desen a fost dezvoltat de Salaheldin Al Abd și Ziad Abass, studenți de la Școala de Inginerie Electronică și Electrică a Universității din Leeds. În aprilie 2022, Ai-Da și-a lansat noul braț de pictură, care i-a permis să picteze folosind o paletă, la Biblioteca Britanică din Londra.

## Istorie
De la concepția ei din 2019, Ai-Da a fost primul robot umanoid ultra-realist din lume care a lucrat ca un artist.
Folosind definiția creativității oferită de profesorul Margaret Boden⁠(d), și anume realizarea de artă nouă, surprinzătoare și de valoare, Ai-Da a reușit să conceapă opere de artă cu adevărat creative, folosind algoritmi IA special scriși pentru desen și pictură. Ulterior, ea a continuat să facă sculptură în colaborare.
Ai-Da a făcut istorie la o expoziție individuală numită Ai-Da: Portrait of a Robot la Design Museum din Londra, cu primele ei autoportrete, care au fost pictate fără conștiența de sine. Cum să pictezi un autoportret fără conștiența de sine? Acest lucru ridică întrebări despre identitate în era digitală și despre rolul <i id="mwMg">dublului nostru digital</i> pe măsură ce ne îmbinăm cu tehnologia. A fost primul umanoid care a conceput un font la Muzeul de Design, ridicând întrebări etice cu privire la lipsa tot mai mare de distincție între textul generat de computer și textul creat de om. 
În octombrie 2021, Ai-Da a fost invitată să expună o sculptură la Forever is Now exhibition la Piramidele din Giza. Este pentru prima dată când arta a avut acces pe platoul istoriei piramidelor.
Ai-Da este, de asemenea, primul umanoid care a pictat-o pe Regina Elisabeta a II-a pentru Jubileul ei de platină.
În noiembrie 2021, Ai-Da a scris și apoi a recitat poezii la Muzeul Ashmolean, Oxford, așa cum ar face un om. Ea a avut două spectacole publice, ca parte a Dante: invenția celebrității la Muzeul Ashmolean din Oxford.

## Spectacole și apariții
În mai 2019, Ai-Da a dat un spectacol live numit Privacy la St Hugh's College, Oxford ca un omagiu adus lucrării fundamentale a lui Yoko Ono, Cut Piece.
În iunie 2019, lucrările sale au fost prezentate într-o expoziție de galerie numită Unsecured Features la St John's College, Oxford.
În iunie 2019, Ai-Da a apărut la Barbican Centre, Londra, în WIRED Pulse: AI.
În septembrie 2019, Ai-Da a fost invitată la Ars Electronica, Linz, Austria: Expoziția European ARTificial Intelligence Lab intitulată Out of the Box: The Midlife Crisis of the Digital Revolution.
În octombrie 2019, Ai-Da a colaborat cu artista Sadie Clayton la o serie de ateliere de lucru la Tate Exchange, Tate Modern, Londra – Explorarea identității prin tehnologie – găzduit de A Vibe Called Tech.
În noiembrie 2019, a fost invitată la o serie de ateliere la Abu Dhabi Art din Manarat Al Saadiyat, Emiratele Arabe Unite . 
În decembrie 2019, Ai-Da a avut primul ei interviu aprofundat cu Tim Marlow⁠(d), directorul artistic al Royal Academy⁠(d), la Sarabande (Fundația Alexander McQueen), Londra, Inspiration Series.
În februarie 2020, Ai-Da a susținut prima ei conferință TEDx la Oxford, intitulată The Intersection of Art and AI.
În iulie 2020, Ai-Da a apărut în videoclipul formației The 1975, în piesa „Yeah I Know” de pe albumul Notes on a Conditional Form. În videoclip, ea a fost însărcinată să deseneze cum consideră că arată conștiința umană și să compună o poezie ca răspuns la versurile cântecului.
În octombrie 2020, Ai-Da a fost prezentată de către Națiunile Unite într-o expoziție virtuală lansată de Organizația Mondială a Proprietății Intelectuale „ OMPI: AI și IP, o experiență virtuală ”.
În mai 2021, Ai-Da a avut prima ei rezidență ca artist la Porthmeor Studios, St Ives. Ea a lucrat în Studio 5 ca răspuns la arta lui Ben Nicholson⁠(d), care a lucrat în același spațiu în anii 1930 și 1940.
În septembrie 2021, Ai-Da și-a expus primele lucrări Metavers la Victoria and Albert Museum la London Design Festival. 
În octombrie 2021, în timp ce intra în Egipt pentru o expoziție la Marea Piramidă din Giza, Ai-Da a fost ținută timp de zece zile de polițiștii de frontieră care „se temeau că robotica ei ar fi ascuns instrumente ascunse de spionaj”. Opera de artă urma să facă parte din expoziția de artă contemporană - eveniment organizat pentru prima dată la piramide în ultimii 4500 de ani.
În octombrie - noiembrie 2021, Ai-Da a scris și apoi a recitat poezii la Muzeul Ashmolean, Oxford, așa cum ar face un om. Ea a avut două spectacole publice, ca parte a Dante: invenția celebrității la Muzeul Ashmolean din Oxford.

În mai 2022, lucrarea sa Algorithm Queen, care o înfățișează pe Regina Elisabeta a II-a, a fost dezvăluită pentru a marca jubileul ei de platină.
În iunie 2022, Ai-Da a fost invitată să fie artist în rezidență la Festivalul Glastonbury, în ShangriLa Field, împreună cu artistul disident chinez Ai WeiWei. Ai-Da i-a pictat pe Billie Eilish, Kendrick Lamar, Sir Paul McCartney și Diana Ross în timp ce interacționa cu mulțimea din studioul ei.